# چیلوئه
چیلوئه (به اسپانیایی: Provincia de Chiloé) یک استان در شیلی است که در منطقه لوس لاگوس واقع شده‌است. چیلوئه ۷٬۱۶۵٫۵ کیلومترمربع مساحت و ۱۶۱٬۶۵۴ نفر جمعیت دارد.